# Les Glaneurs et la Glaneuse
Série
Deux Ans après
(2002)
Pour plus de détails, voir Fiche technique et Distribution.
Les Glaneurs et la Glaneuse est un documentaire de la réalisatrice Agnès Varda sorti en France en 2000. Il s'intéresse aux glaneurs qui ratissent les champs fraîchement récoltés pour y trouver des restes de récolte mangeables et d'autres types de glaneurs.
Agnès Varda réalise en 2002 une suite à ce documentaire, intitulée Deux Ans après.

## Sujet
Agnès Varda rencontre différentes personnes : jeunes, moins jeunes, agriculteurs, RMIstes, salariés, retraités, qui vont glaner, à la campagne, en ville, ou à la mer, ou grappiller dans les arbres après les récoltes, ramasser les légumes ou fruits hors calibre jetés par les entreprises vendant les fruits et légumes, récupérer de la nourriture dans les poubelles des supermarchés, boulangeries ou à la fin des marchés. Le film montre aussi, des hommes et femmes, expliquant la législation sur les droits et devoirs de la pratique du glanage et du grappillage, ou des personnes récupérant des objets dans les poubelles ou dans les rues lors de la collecte des déchets encombrants. Ces objets sont réparés, réutilisés par ces personnes dans leur vie quotidienne ou par des artistes pour leurs œuvres d'art.
Ces "glaneurs", comme les nomme Agnès Varda en référence à Des glaneuses de Jean-François Millet, sont proches des mouvements déchétariens.

## Technique de tournage
Ce documentaire est notable pour son utilisation d'une petite caméra tenue d'une main et de ses techniques de film. Par exemple, Agnès Varda utilise un plan tourné lorsque, ayant oublié d'éteindre la caméra, celle-ci filme le cache de l'objectif en mouvement.
Dans Les Glaneurs et la glaneuse, Varda se filme en train de se peigner et il y a beaucoup de plans sur ses mains. Régulièrement elle "attrape" des camions le long de l'autoroute, plaçant sa main faisant un rond devant la caméra et faisant semblant de les attraper en refermant sa main.
La plupart de ces plans sont incorporés à l'œuvre de Varda pour montrer qu'en tant que réalisatrice, elle aussi est une glaneuse, celle du titre du documentaire.

## Renaissance du tableauGlaneuses à Chambaudoin

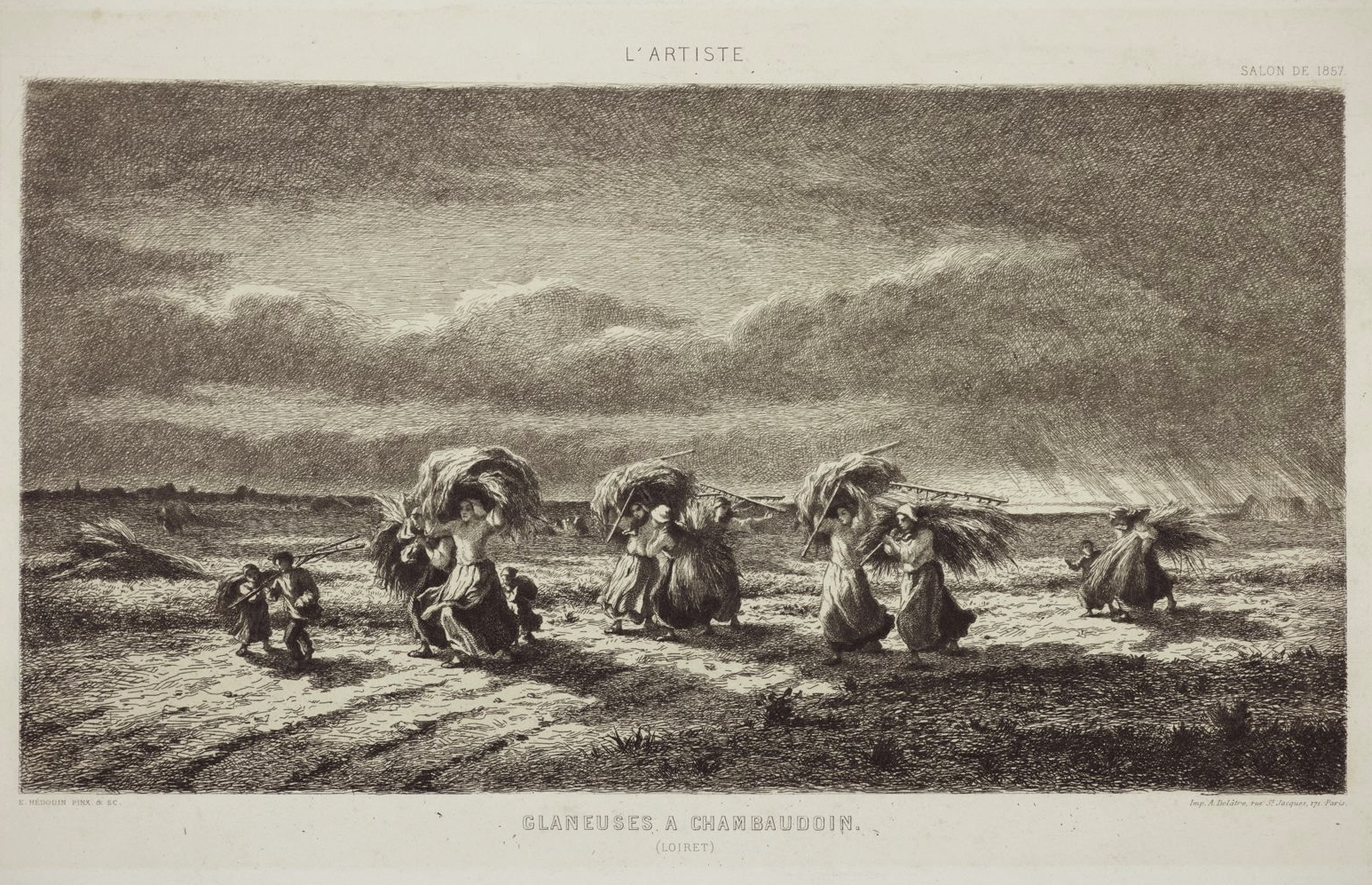
Une estampe datant de 1858 du tableau de Hédouin, Glaneuses à Chambaudoin.

Dans Les Glaneurs et la Glaneuse, Varda filme le tableau Glaneuses à Chambaudoin de Pierre Hédouin, qui se trouvait dans les sous-sols du musée Paul-Dini depuis 1930, et qui avait connu un passé plus glorieux, lors du Salon de 1857 et au musée du Luxembourg au XIXe siècle notamment. En 1974, il avait néanmoins été exposé au Grand Palais de Paris, avant de retourner dans les sous-sols du musée Paul-Dini. Le tableau avait été entreposé là, par le musée d'Orsay, auquel il est affecté depuis 1930.
Varda avait vu une reproduction en noir et blanc dans un catalogue de cette huile sur toile, et pour les besoins du film, elle avait demandé à la conservatrice du musée, Brigitte Laurençon, de ressortir à la lumière du jour ce grand tableau. Durant le tournage, alors que Brigitte Laurençon et son assistante Julie Solli transportaient le tableau dans la cour du musée, le vent s'est levé et a fait bouger la toile, représentant des glaneuses fuyant l'orage, ce qui pour Varda fut un vrai plaisir et un heureux hasard de tournage. Devant le succès public de Les Glaneurs et la Glaneuse, des spectateurs qui avaient visionné le film se sont rendus dans ce musée pour pouvoir eux-mêmes voir cette toile, qui avait à nouveau été stockée dans les sous-sols du musée, et cet intérêt des visiteurs a eu pour conséquence de restaurer Glaneuses à Chambaudoin puis de l'exposer de manière permanente dans le musée à partir de 2001.
L'inauguration a eu lieu en présence d'Agnès Varda, comme on peut le voir dans son documentaire, Deux Ans après, qui revient sur les personnages du film Les Glaneurs et la Glaneuse. En 2008, le tableau a été exposé au National Museum of History à Taipei (Taïwan), avant de retrouver le musée Paul-Dini,.

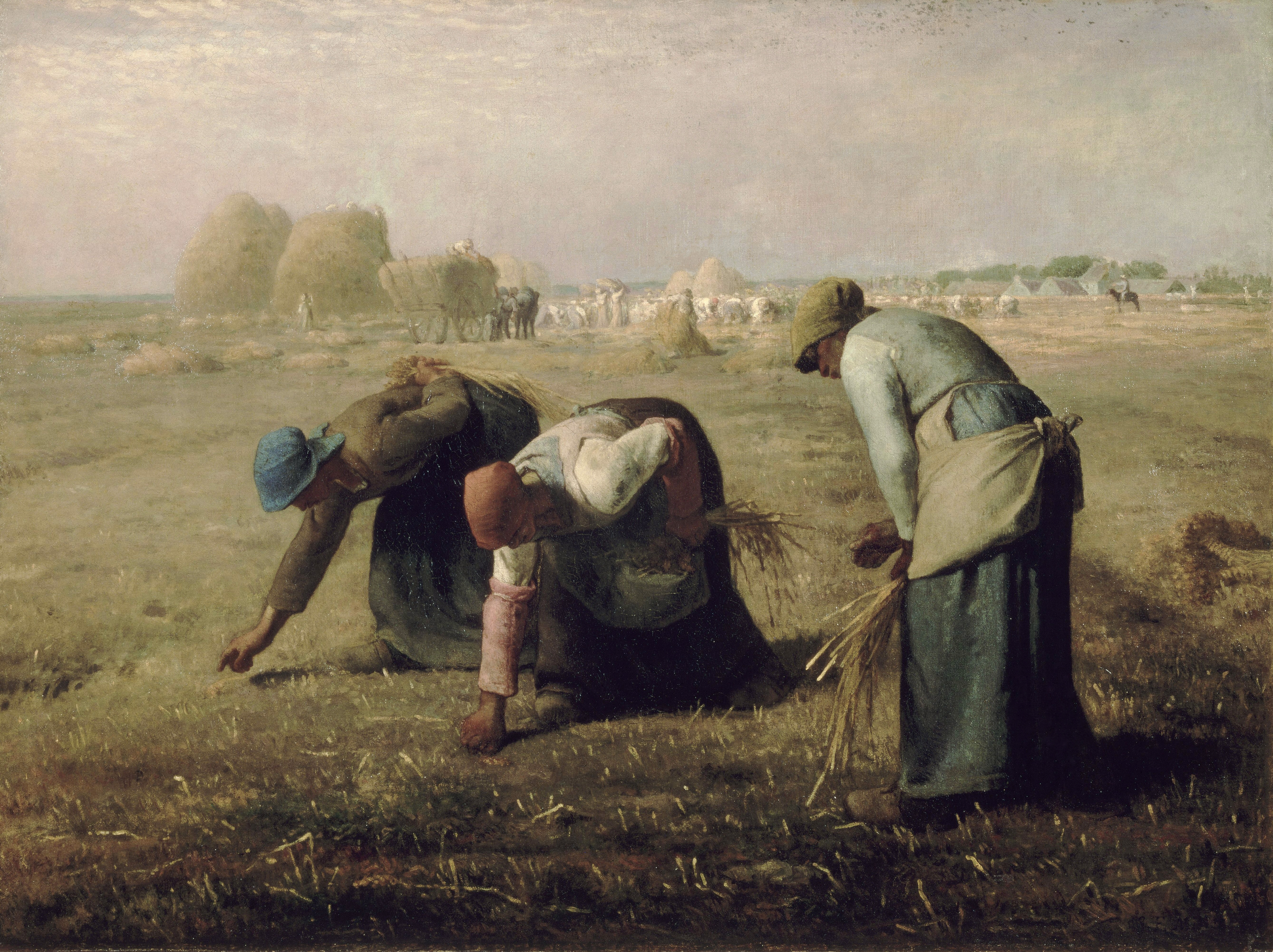
Des glaneuses, de Jean-François Millet, 1857.

## Lieux de tournage

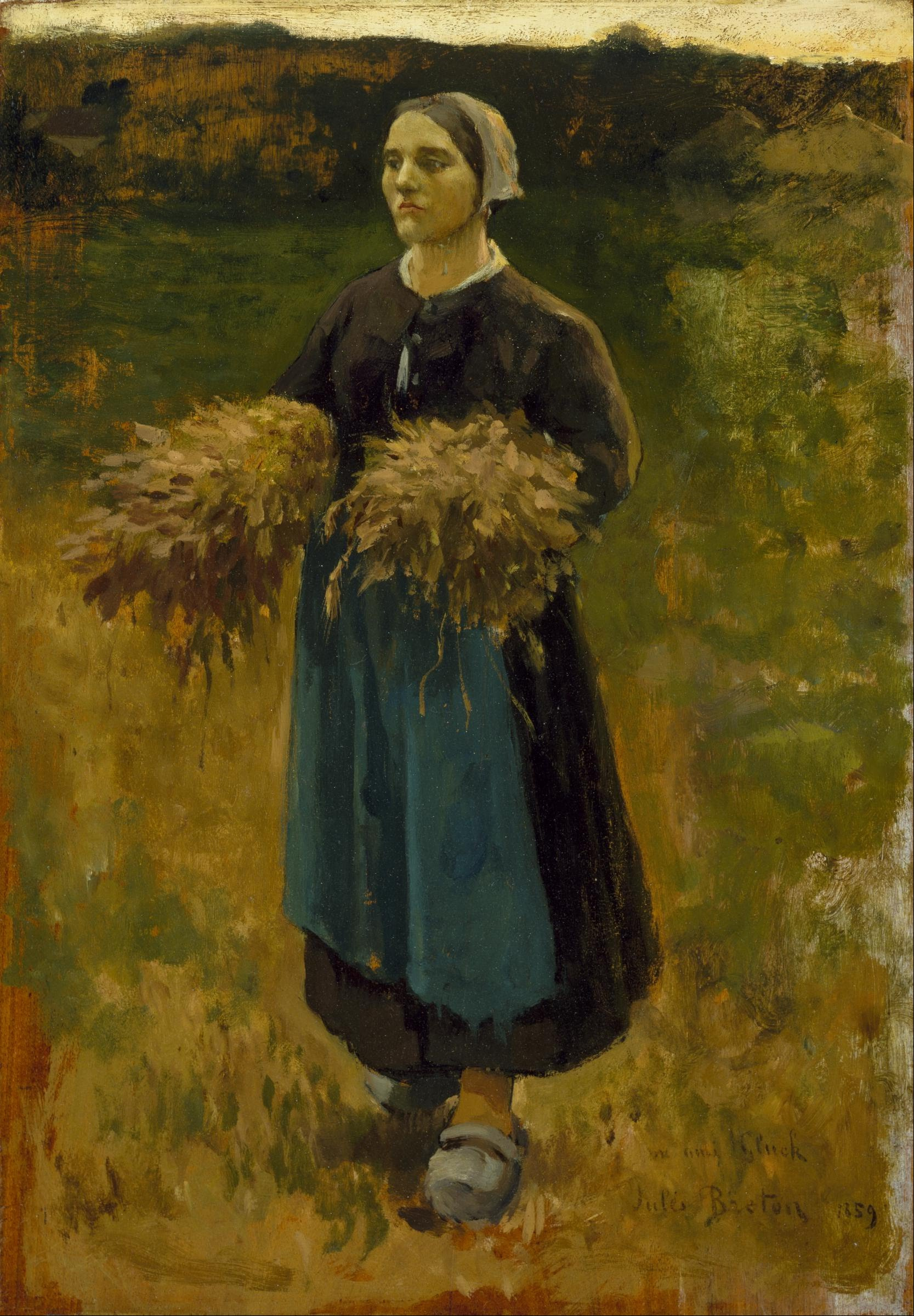
La Glaneuse, Jules Breton, 1859.

Le documentaire a été tourné dans les départements de :
- Aisne
  - Viry-Noureuil : Jardin des Merveilles de Bohdan Litnianski
- Bouches-du-Rhône
  - Arles
  - Maussane-les-Alpilles
  - Aix-en-Provence
- Côte-d'Or
  - Beaune : Hospices de Beaune
- Drôme
  - Hauterives
- Eure-et-Loir
  - Beauce
- Lot-et-Garonne
  - Villeneuve-sur-Lot
- Paris
  - 1er arrondissement de Paris : musée en Herbe, 21 rue Herold
  - 6e arrondissement de Paris : hôtel Lutetia, 45 boulevard Raspail
  - 7e arrondissement de Paris : musée d'Orsay
  - 12e arrondissement de Paris
  - 14e arrondissement de Paris : domicile d'Agnès Varda au 88 rue Daguerre, place Denfert-Rochereau, Fondation Cartier pour l'art contemporain, 261 boulevard Raspail
  - 15e arrondissement de Paris : gare de Paris-Montparnasse
- Pas-de-Calais
  - Arras : Grand-Place
  - Sainte-Catherine-les-Arras
- Pyrénées-Orientales
  - Prades
- Rhône
  - Villefranche-sur-Saône : musée Paul-Dini
- Saône-et-Loire
  - Chagny
- Essonne
  - Étampes
- Seine Saint Denis
  - Bagnolet
  - Montreuil
- Val-de-Marne
  - Ivry-sur-Seine
- Val-d'Oise
  - Sannois : musée Utrillo-Valadon
- Vaucluse
  - Apt
  - Avignon et ses alentours
  - Bonnieux
- Vendée
  - Beauvoir-sur-Mer : passage du Gois
  - Île de Noirmoutier
  - L'Épine (Vendée)

## Distinctions
- Prix Méliès du meilleur film français 2000
- Sélection au Festival de Cannes 2000 — Longs métrages (Hors-compétition)

## Bande-son
| Titre             | Artiste           |
| ----------------- | ----------------- |
| Musique originale | Joanna Bruzdowicz |
| Apfelsextett      | Pierre Barbaud    |
| Funny Streams     | Groupe Ocean      |